# Hans Breuer (Physiker)

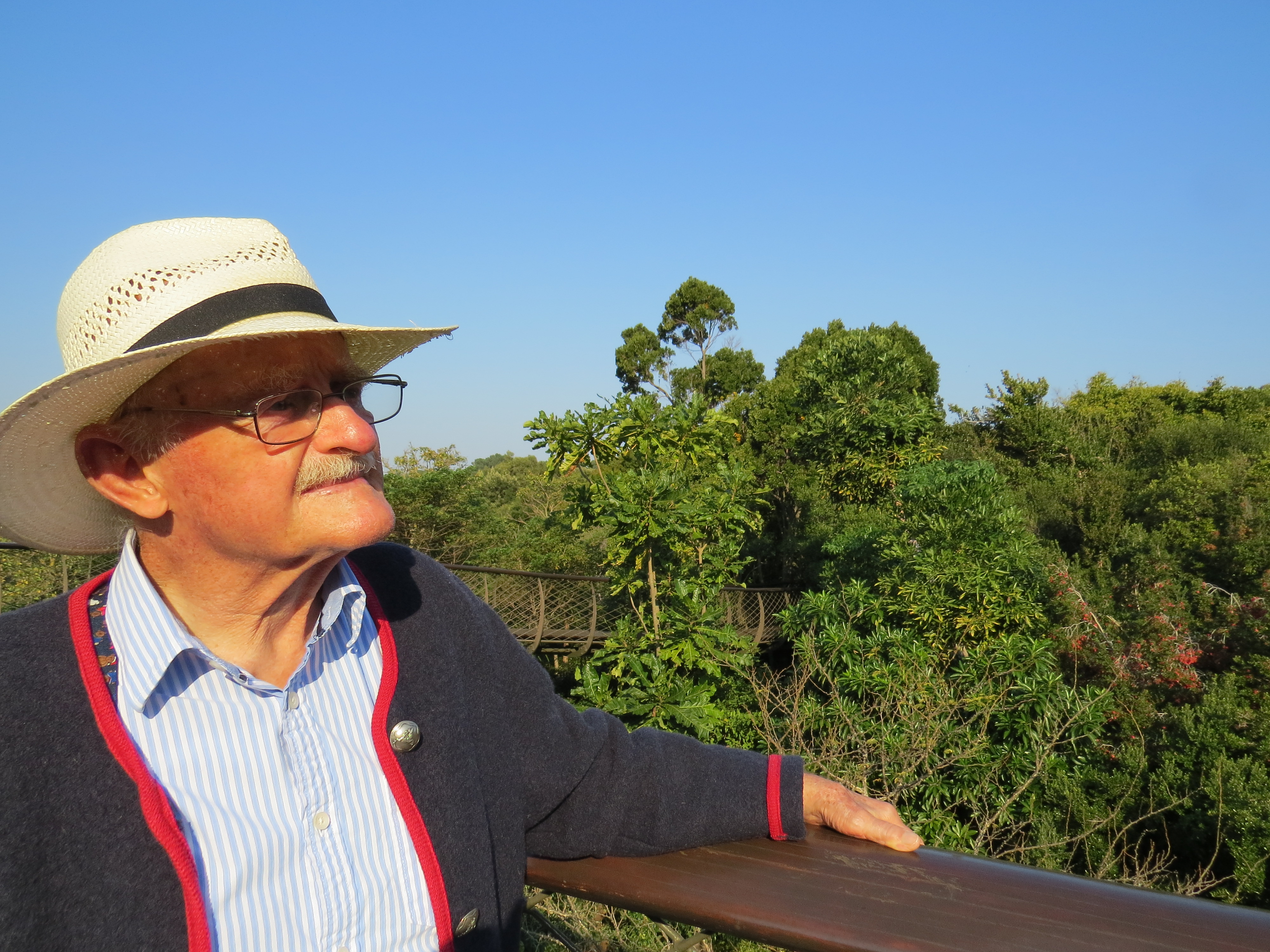
Hans Breuer im Botanischen Garten Kirstenbosch (2016)

Hans Breuer (* 22. Oktober 1933 in Frankfurt am Main; † 19. April 2020 in Somerset West, Westkap) war ein deutsch-südafrikanischer Biophysiker.

## Leben
Breuer war das erste von fünf Kindern des Ehepaars Albert und Erna Breuer. In Berlin besuchte er das Karl-Friedrich-Schinkel Gymnasium. Nach dem Abitur studierte er zunächst an der Humboldt-Universität Physik. 1954 verließ er Ost-Berlin.  Er wechselte an die Johann Wolfgang Goethe-Universität Frankfurt am Main und wurde 1958 im Corps Saxonia Frankfurt recipiert. Im Juli 1958 bestand er die Diplomprüfung summa cum laude. Als wissenschaftlicher Assistent am Max-Planck-Institut für Biophysik wurde er im Februar 1962 cum laude zum Dr. phil. nat. promoviert. Unterstützt von der Studienstiftung des deutschen Volkes, studierte er an der Universität Innsbruck und der Eberhard Karls Universität Tübingen vom Sommersemester 1962 bis zum Wintersemester 1964 Medizin. Bei Walter Jens hörte er Vorlesungen über Neuere Deutsche Literatur. 1965 forschte er als Postdoktorand am Linearbeschleuniger in Saskatoon. Im Juli 1966 ging er an die TH Darmstadt. Im Jahr darauf wurde er an der University of Saskatchewan Assistenzprofessor für Physik. Er erhielt im Juni 1969 eine Festanstellung, ging aber als Assistenzprofessor an das State College in California (Pennsylvania). 1971 wurde er fest angestellt.

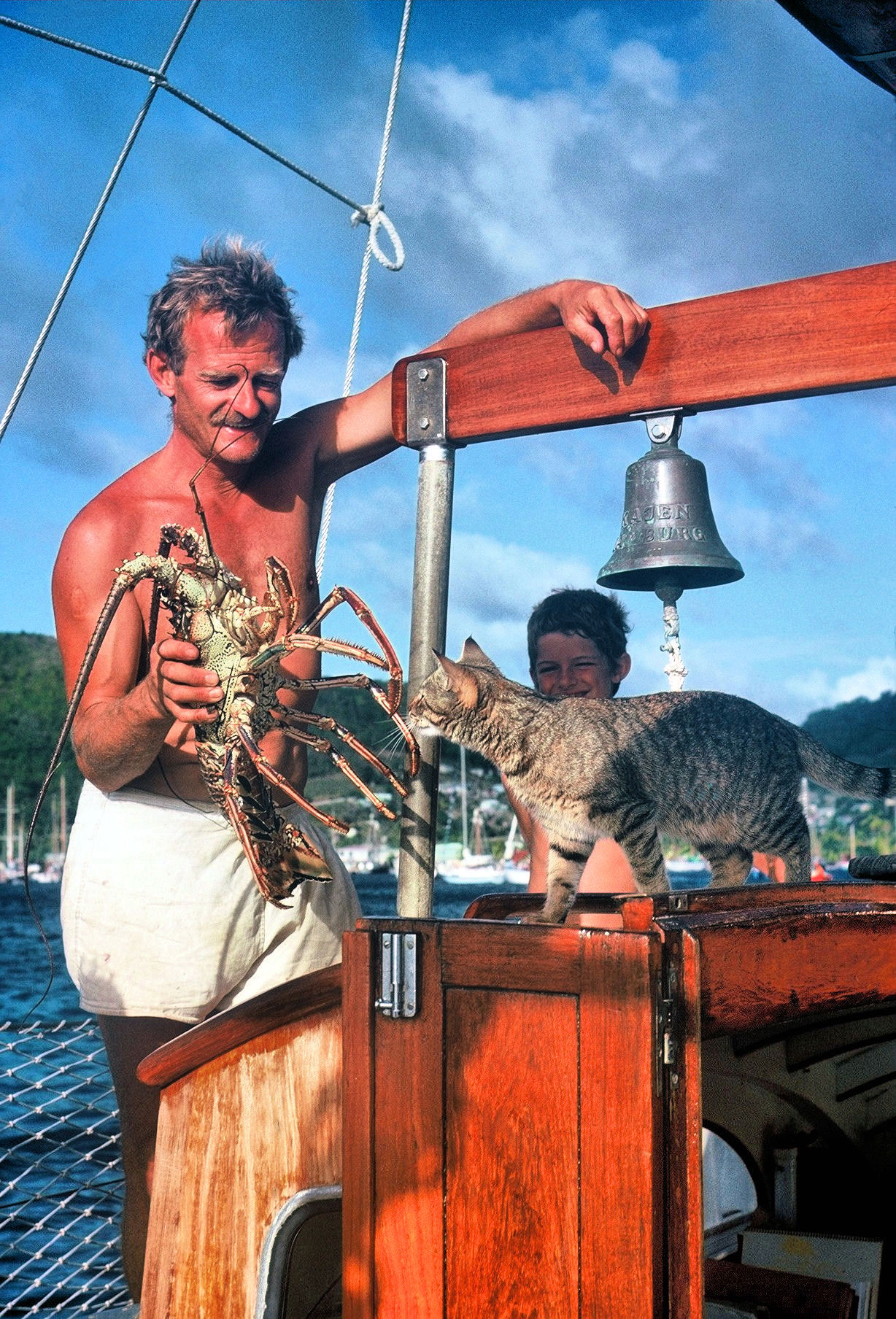
Hans Breuer in den 1970er Jahren auf der Kajen zusammen mit seinem Sohn Klaus

Von August 1971 bis Oktober 1976 lebte er als freier Autor an Bord der 60-Fuß-Yacht Kajen. Von September bis Dezember 1976 war er Gastprofessor am Max-Planck-Institut für Biophysik in Frankfurt. Anschließend war er in Wien als wissenschaftlicher Beamter für die Internationale Atomenergie-Organisation tätig. Die Breuers emigrierten im Oktober 1981 nach Südafrika und kauften in Westkap das Haus von Kees Bruynzeel. In Faure bei Stellenbosch war Breuer Principal Scientist am National Accelerator Center. Zugleich hielt er an der Universität Kapstadt (UCT) Physikvorlesungen für Studenten der Biowissenschaften. Ab Januar 1985 war er fünf Jahre Consultant an der Medical School der UCT. In jener Zeit beriet er den Herzchirurgen Bruno Reichart. Die UCT ernannte Breuer 1991 zum Honorary Lecturer der Medizinischen Fakultät.
Verheiratet war Breuer seit 1967 mit Rosemarie geb. Berg. In Saskatchewan, Pennsylvania und Wien kamen die Söhne Klaus (1968–2013), Hannes (1970) und Florian (1977) zur Welt. Mit ihnen entwickelte er 1993–1996 ein Programm zur Protonentherapie. Breuers Interessen waren Physik, Astronomie, Geschichte und vor allem Reisen. Fast blind, lebte er mit seiner Familie zuletzt in Somerset West, wo er im April 2020 im Alter von 86 Jahren starb.

## Reisen bis 1968
Über viele Reisen hat Breuer in Büchern berichtet. Im Auftrag des Kurt Schröder Verlags (Bonn) bereiste er 1969 Libyen, drei Wochen vor dem Putsch von Muammar al-Gaddafi.
- Sommer 1952, 5 Wochen, Fahrrad: Berlin–Köln, Rheinfrachter bis Basel, Luzern, Gotthardpass, Locarno, Como, Splügenpass, Bregenz, Nürnberg, Berlin.
- August 1955, 4 Wochen, Fahrrad–Autostop–Fahrrad: Frankfurt am Main, Basel, Locarno, Genua, Italienische Riviera, Côte d’Azur, Marseille, Basel, Frankfurt.
- September 1955, 4 Wochen, VW T1 (7 Studenten): Wildwasserfahrt  (Kajak) Ardèche, südliche Rhône.
- 1956/57  Rheintour (Kajak), Skilaufen in den Alpen, Süddeutschland.
- 22. August – 8. Oktober 1958 (während des Algerienkrieges) Algerien–Marokko (Hoffmann Vespa 4,5 PS): Frankfurt, Marseille, Algier, Blida, Hassi Bachbach[A 2], Laghouat, Ghardaia, Blida, Oran, Taza, Oujda, Tanger, Málaga, Barcelona, Avignon, Basel, Frankfurt.
- 1. September – 6. Oktober 1960 Türkei–Syrien–Libanon (VW Käfer 25 PS, 9727 km): Frankfurt, Belgrad, Sofia, Konstantinopel, Ankara, Ḫattuša (Hethiter-Ausgrabungen), Yazılıkaya, Ceyhan, Aleppo, Homs, Palmyra, Damaskus, Beirut, Ankara, Konstantinopel, Bled, Augsburg, Frankfurt.
- 2. September – 3. Oktober 1961 Libyen 6775 km (Kartoffel-Käfer): Frankfurt, Marseille, Tunis, Tripolis, Hon, Sebha, Murzuk, Tripoli, Malta, Palermo, Neapel, Turin, Frankfurt.
- 18. Juli – 27. August 1962  Marokko (für Reiseführer, Kartoffel-Käfer): Frankfurt, Marseille, Tanger, ganz Marokko, Spanien, Frankfurt.
- 13. Mai 1963  Postdoktorandenreise nach Kanada  (VW 1600 Variant): Frankfurt, Bremen, Halifax, Saskatoon.
- 1964/65  Reisen von Saskatoon nach Yucatán und Alaska, Alaska Highway bis Fairbanks, Yellowstone-Nationalpark.
- April – August 1966  Weltreise mit Rucksack (Auto–Flugzeug–Schiff–Eisenbahn): Saskatoon, San Francisco, Hawaii, Tokio, Taiwan, Hongkong, Macau, Singapur, Kalkutta, Chaiber-Pass, Kabul, Herat, Teheran, Orientexpress, Frankfurt.

## Bücher
- Marokko. Kurt Schröder Verlag, Bonn 1963, 2. Auflage 1972.
- Dictionary for Computer Languages. Academic Press, London 1966.
- Experiments in Modern Physics. University of Saskatchewan Press, Saskatoon 1968.
- Fortran-Fibel. Bibliographisches Institut, Mannheim 1969.
- Kolumbus war Chinese – Entdeckungen und Erfindungen im Fernen Osten, Societäts-Verlag, Frankfurt am Main 1970, 2. Auflage 1972; Taschenbuch, dtv 1979. Englische Ausgabe: Herder & Herder, New York 1972.
- Algol-Fibel. Mannheim 1973.
- PL1-Fibel,  Mannheim 1973.
- Physics for Life Science Students, Prentice-Hall, Englewood Cliffs, USA, 1975.
- Taschenwörterbuch der Programmiersprachen Algol, Fortran, PL1, BI, Mannheim, 1976.
- Physik für Mediziner und Naturwissenschaftler. Thieme, Stuttgart; dtv, München 1978.
- Gebrauchsmathematik: Adaptation and Translation of Clifford Swartz, Used Math. dtv, München 1979
- Entdeckt – erforscht – entwickelt, Bd. 1, dtv, München 1981.
- Entdeckt – erforscht – entwickelt, Bd. 2, dtv, München 1983.
- Atlas zur Chemie, Allgemeine und Anorganische Chemie. dtv, München 1981; 10. Auflage 2004, übersetzt in 9 Sprachen.
- Atlas zur Chemie, Organische Chemie. dtv, München 1983; 9. Auflage 2000, übersetzt in 9 Sprachen.[A 3]
- mit Klaus Breuer, Die Basic Fibel. Mannheim 1986.
- Atlas zur Physik. dtv, München, übersetzt in 7 Sprachen:
  - Bd. 1, 1987, ISBN 3-423-03226-X. 7. Auflage 2004.
  - Bd. 2, 1988, ISBN 3-423-03227-8. 6. Auflage 2005.
- Taschenatlas Physik für Mediziner. Springer, Heidelberg 1989.
- mit G. G. Jaros: Physics and Chemistry for Nurses, Butterworth, Durban 1990.
- Atlas zur Informatik. dtv, München 1995.
- mit G. G. Jaros: Physics and Chemistry for Health Care Professionals, Heinemann, Johannesburg 1997.
- mit B. J. Smit: Proton Therapy and Radiosurgery. Springer, Berlin Heidelberg 2000. ISBN 978-3-540-64100-1.

## Übersetzung
- Handbook of Lasers in Medicine, Springer, Heidelberg 2000.

## Zitate
„Gestern mit H. über die Führungsmisere in Deutschland lange gesprochen. Eigentlich doch kein Wunder, wenn die Leute an der Spitze nur 2. oder 3. Wahl sind – die Elite ist in Krieg und Nachkrieg untergegangen. Lese es mit Deutlichkeit in den Erinnerungen der Ursula von Kardorff. Die Leute, die heute zwischen 45 und 55 wären, liegen in Russland, auf dem Balkan, in Nordafrika oder irgendwo im Westen. Von den jungen Offizieren ist doch praktisch keiner am Leben geblieben, sie wären heute die Elite Deutschlands. Erst wenn meine Generation zehn Jahre älter ist, sehe ich eine Chance für Deutschland. Danach kommen die, die im Bauch- und Wohlfahrtsstaat aufgewachsen sind, wieder arme Würstchen. In Deutschland regiert der Bauch, im Bundestag sind lediglich die Summen höher, der einzige Unterschied.“